# Partor Janji Matogu
Partor Janji Matogu is een bestuurslaag in het regentschap Toba Samosir van de provincie Noord-Sumatra, Indonesië. Partor Janji Matogu telt 403 inwoners (volkstelling 2010).